# بایول (سم)
بایول (به فرانسوی: Bailleul) یک کمون (فرانسه) در فرانسه است که در canton of Hallencourt واقع شده‌است. بایول ۸٫۶۲ کیلومتر مربع مساحت دارد ۴۵ متر بالاتر از سطح دریا واقع شده‌است.